# حوض التروية

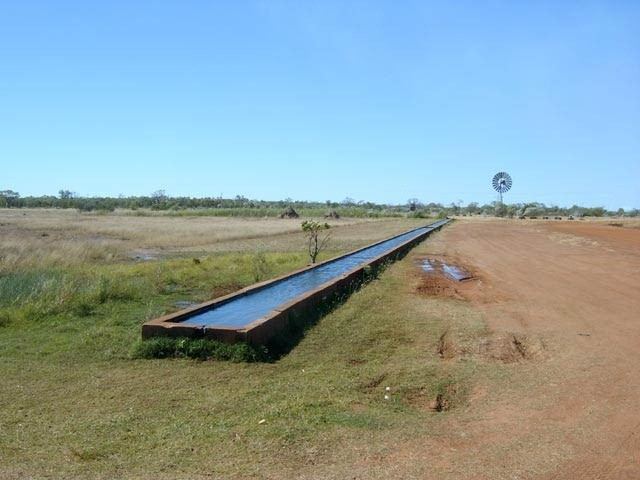
حوض التروية على طريق الماشية في أستراليا

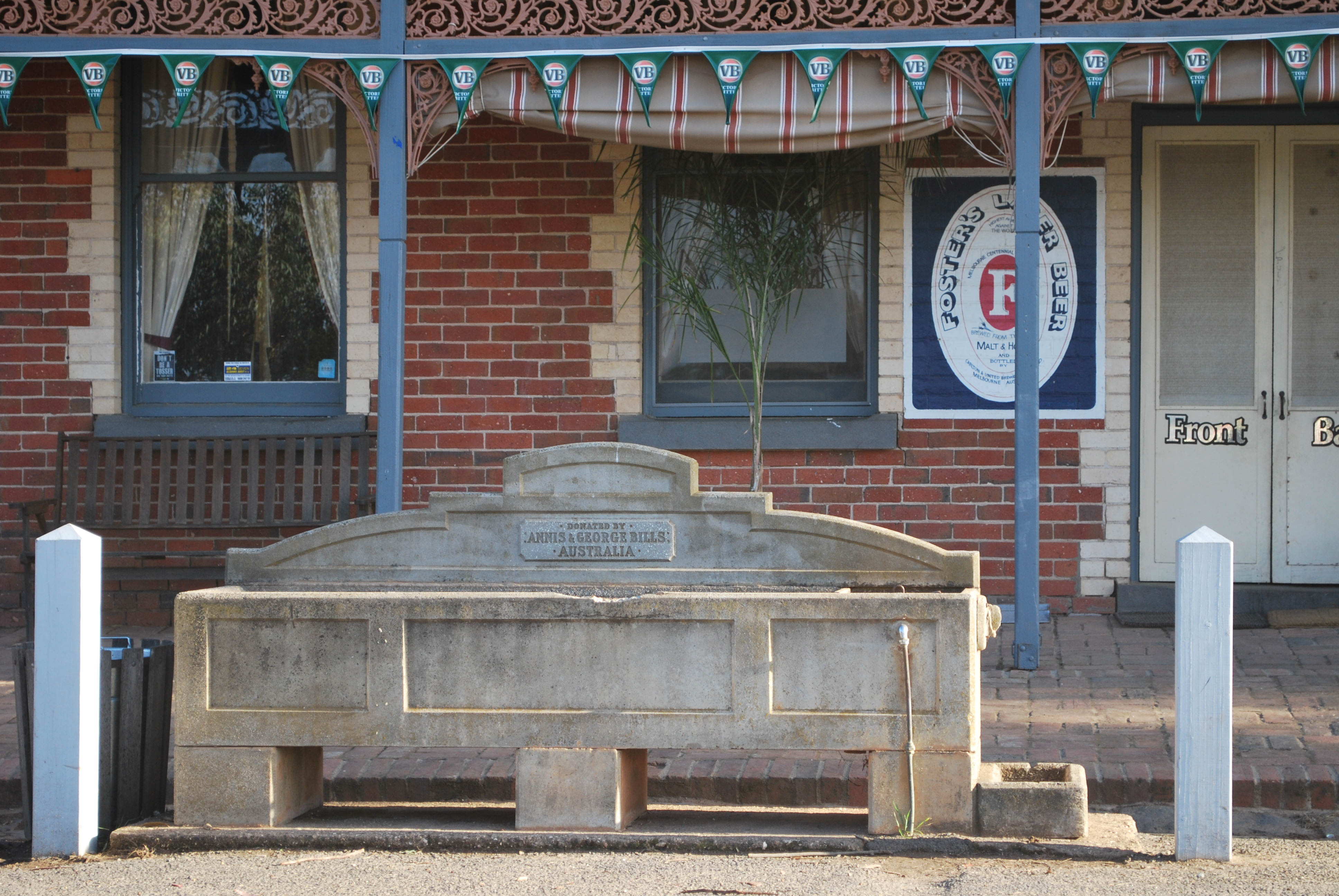
حوض بيلز للخيول في سيباتاين، فيكتوريا، أستراليا

إن حوض التروية (أو نقطة التروية الصناعية) هو وعاء يهدف إلى توفير مياه الشرب للحيوانات. وفي الغالب تُستخدم تلك الأحواض لسقاية الماشية في المزارع أو العزب، ولكن يمكن أن تستخدمها أيضًا الحيوانات البرية، سواء كان ذلك عمدًا أو مصادفةً.
في أستراليا، يتم إنشاء أحواض التروية بحيث تتمكن الأغنام والماشية وحيوانات المزرعة الأخرى من شرب المياه، بيد أن تلك الأحواض قد تجذب إليها أيضًا الحيوانات البرية مثل الكنغر. وللحد من انجذاب الحيوانات البرية إلى أحواض التروية يتم تصميم تلك الأحواض بحيث تستبعد تلك الحيوانات أو تحد من استخدامها للحوض.
لقد كان استخدام أحواض التروية شائعًا جدًا في العديد من البلدان والمدن كوسيلة لسقي الأحصنة أثناء سيرها إلى أماكن الحراسة. وفي عام 1927 قام محبو الحيوانات أنيس وجورج بيلز بتمويل عملية إنشاء ما يصل إلى 500 حوض تروية في أستراليا وأيرلندا وإنجلترا والولايات المتحدة. ولا يزال ممكنًا حتى اليوم رؤية الكتابة المحفورة تبرع بها أنيس وجورج بيلز من أستراليا.

## وصلات خارجية
- Locations of Bills Horse Trough
- Watering troughs
- Troughs in USA